# Březinka (Hošťalovice)
Březinka (německy Klein Birken) je malá vesnice a část obce Hošťalovice v okrese Chrudim. Nachází se asi jeden kilometr jihozápadně od Hošťalovic. Březinka leží v katastrálním území Březinka u Hošťalovic o rozloze 2,71 km².

## Historie
První písemná zmínka o vesnici pochází z roku 1356.

## Pamětihodnosti
- pozůstatky tvrze Stoupecké[5]